# 최덕수 (법조인)
최덕수(崔德洙, 1942년 ~)는 대한민국의 법조인이다.

## 생애
경상북도 예천군에서 태어나 제8회 사법시험에 합격해 판사에 임용되었다. 대구지방법원과 대구고등법원에서 법원장을 역임하고 퇴직하여 법무법인 세영 대표 변호사를 하였으며 2009년 2월에 경상북도 사회복지공동모금회 제7대 회장에 선임되었다.

## 주요 판결
- 대구지방법원 형사3부 재판장으로 재직하던 1985년 6월 14일에 강간 치상죄로 구속된 과일 노점상에 대해 "피해자의 진술에 신빙성이 없다"며 무죄를 선고했다.[2]
- 대구고등법원 특별1부 재판장으로 재직하던 1999년 7월 10일에 아파트 단지 내에서 음주운전을 하다 적발되어 운전면허 취소처분을 받은 사람이 경북지방경찰청장을 상대로 제기한 운전면허 취소처분 취소 청구소송에서 "아파트 단지도 불특정 다수의 사람과 차량이 통행하는 공개된 장소인 만큼 경찰관이 미친다고 볼 수 있다"며 "면허 정지 처분은 적법하다"고 하면서 청구를 기각했다.[3]